# Ángel Janiquet
Ángel Janiquet Tamburini (ur. 25 października 1962 w Barcelonie) – hiszpański skoczek narciarski, uczestnik Zimowych Igrzysk Olimpijskich 1984 w Sarajewie.
Wziął udział w konkursie skoków narciarskich w ramach Zimowych Igrzysk Olimpijskich 1984. Uplasował się na ostatnim, 58. miejscu w zawodach na skoczni normalnej po skokach na 64,5 i 67,5 metra.
Startował także w Pucharze Świata, jednak bez sukcesów.

## Igrzyska olimpijskie
| Igrzyska | Miejscowość | Data           | Skocznia | Konkurs | Skok 1    | Skok 1 | Skok 2    | Skok 2 | Nota łączna | Miejsce | Strata | Zwycięzca     | Źródło |
| Igrzyska | Miejscowość | Data           | Skocznia | Konkurs | Odległość | Nota   | Odległość | Nota   | Nota łączna | Miejsce | Strata | Zwycięzca     | Źródło |
| -------- | ----------- | -------------- | -------- | ------- | --------- | ------ | --------- | ------ | ----------- | ------- | ------ | ------------- | ------ |
| ZIO 1984 | Sarajewo    | 12 lutego 1984 | normalna | ind.    | 64,5      | 58,2   | 67,5      | 63,5   | 121,7       | 58.     | 93,5   | Jens Weißflog | [ 2 ]  |

## Mistrzostwa świata juniorów
- Indywidualnie
  - 1979  Sainte-Anne-de-Beaupré – 47. miejsce
  - 1980  Örnsköldsvik – 51. miejsce

## Puchar Świata

### Miejsca w poszczególnych konkursach indywidualnychPucharu Świata
| Źródło                                                                                       | Źródło                 | Źródło                 | Źródło        | Źródło        | Źródło                 | Źródło       | Źródło        | Źródło            | Źródło       | Źródło    | Źródło       | Źródło       | Źródło       | Źródło      | Źródło          | Źródło          | Źródło          | Źródło              | Źródło              | Źródło     | Źródło     | Źródło  | Źródło        | Źródło        | Źródło | Źródło | Źródło | Źródło | Źródło | Źródło | Źródło | Źródło | Źródło | Źródło | Źródło | Źródło | Źródło | Źródło | Źródło | Źródło | Źródło | Źródło | Źródło | Źródło | Źródło | Źródło | Źródło | Źródło | Źródło |
| -------------------------------------------------------------------------------------------- | ---------------------- | ---------------------- | ------------- | ------------- | ---------------------- | ------------ | ------------- | ----------------- | ------------ | --------- | ------------ | ------------ | ------------ | ----------- | --------------- | --------------- | --------------- | ------------------- | ------------------- | ---------- | ---------- | ------- | ------------- | ------------- | ------ | ------ | ------ | ------ | ------ | ------ | ------ | ------ | ------ | ------ | ------ | ------ | ------ | ------ | ------ | ------ | ------ | ------ | ------ | ------ | ------ | ------ | ------ | ------ | ------ |
| Sezon 1979/1980                                                                              |                        |                        |               |               |                        |              |               |                   |              |           |              |              |              |             |                 |                 |                 |                     |                     |            |            |         |               |               |        |        |        |        |        |        |        |        |        |        |        |        |        |        |        |        |        |        |        |        |        |        |        |        |        |
| Cortina d’Ampezzo                                                                            | Oberstdorf             | Garmisch-Partenkirchen | Innsbruck     | Bischofshofen | Sapporo                | Sapporo      | Thunder Bay   | Thunder Bay       | Zakopane     | Zakopane  | Saint-Nizier | Saint-Nizier | Sankt Moritz | Gstaad      | Vikersund       | Engelberg       | Lahti           | Lahti               | Falun               | Oslo       | Planica    | Planica | Štrbské Pleso | Štrbské Pleso | punkty |        |        |        |        |        |        |        |        |        |        |        |        |        |        |        |        |        |        |        |        |        |        |        |        |
| -                                                                                            | 103                    | 105                    | 108           | 106           | -                      | -            | -             | -                 | -            | -         | -            | -            | -            | -           | -               | -               | -               | -                   | -                   | -          | -          | -       | -             | -             | 0      |        |        |        |        |        |        |        |        |        |        |        |        |        |        |        |        |        |        |        |        |        |        |        |        |
| Sezon 1980/1981                                                                              |                        |                        |               |               |                        |              |               |                   |              |           |              |              |              |             |                 |                 |                 |                     |                     |            |            |         |               |               |        |        |        |        |        |        |        |        |        |        |        |        |        |        |        |        |        |        |        |        |        |        |        |        |        |
| Oberstdorf                                                                                   | Garmisch-Partenkirchen | Innsbruck              | Bischofshofen | Harrachov     | Liberec                | Sankt Moritz | Gstaad        | Engelberg         | Ironwood     | Ironwood  | Sapporo      | Sapporo      | Thunder Bay  | Thunder Bay | Chamonix        | Saint Nizier    | Lahti           | Lahti               | Falun               | Oslo       | Bærum      | Planica | Planica       | punkty        | punkty | punkty | punkty | punkty | punkty | punkty | punkty | punkty | punkty | punkty | punkty | punkty | punkty | punkty | punkty | punkty | punkty | punkty |        |        |        |        |        |        |        |
| 102                                                                                          | 96                     | 99                     | 88            | -             | -                      | -            | -             | -                 | -            | -         | -            | -            | -            | -           | -               | -               | -               | -                   | -                   | -          | -          | -       | -             | 0             | 0      | 0      | 0      | 0      | 0      | 0      | 0      | 0      | 0      | 0      | 0      | 0      | 0      | 0      | 0      | 0      | 0      | 0      |        |        |        |        |        |        |        |
| Sezon 1981/1982                                                                              |                        |                        |               |               |                        |              |               |                   |              |           |              |              |              |             |                 |                 |                 |                     |                     |            |            |         |               |               |        |        |        |        |        |        |        |        |        |        |        |        |        |        |        |        |        |        |        |        |        |        |        |        |        |
| Cortina d’Ampezzo                                                                            | Oberstdorf             | Garmisch-Partenkirchen | Innsbruck     | Bischofshofen | Sapporo                | Sapporo      | Thunder Bay   | Thunder Bay       | Sankt Moritz | Engelberg | Oslo         | Oslo         | Lahti        | Lahti       | Bad Mitterndorf | Bad Mitterndorf | Bad Mitterndorf | Szczyrbskie Jezioro | Szczyrbskie Jezioro | Planica    | Planica    | punkty  | punkty        | punkty        | punkty | punkty | punkty | punkty | punkty | punkty | punkty | punkty | punkty | punkty | punkty | punkty | punkty | punkty | punkty | punkty |        |        |        |        |        |        |        |        |        |
| 57                                                                                           | -                      | -                      | -             | -             | -                      | -            | -             | -                 | -            | -         | -            | -            | -            | -           | -               | -               | -               | -                   | -                   | -          | -          | 0       | 0             | 0             | 0      | 0      | 0      | 0      | 0      | 0      | 0      | 0      | 0      | 0      | 0      | 0      | 0      | 0      | 0      | 0      |        |        |        |        |        |        |        |        |        |
| Sezon 1983/1984                                                                              |                        |                        |               |               |                        |              |               |                   |              |           |              |              |              |             |                 |                 |                 |                     |                     |            |            |         |               |               |        |        |        |        |        |        |        |        |        |        |        |        |        |        |        |        |        |        |        |        |        |        |        |        |        |
| Thunder Bay                                                                                  | Thunder Bay            | Lake Placid            | Lake Placid   | Oberstdorf    | Garmisch-Partenkirchen | Innsbruck    | Bischofshofen | Cortina d’Ampezzo | Harrachov    | Liberec   | Sapporo      | Sapporo      | Sarajewo     | Sarajewo    | Lahti           | Lahti           | Falun           | Lillehammer         | Oslo                | Oberstdorf | Oberstdorf | Planica | Planica       | punkty        | punkty | punkty | punkty | punkty | punkty | punkty | punkty | punkty | punkty | punkty | punkty | punkty | punkty | punkty | punkty | punkty | punkty | punkty |        |        |        |        |        |        |        |
| 71                                                                                           | 63                     | 66                     | 65            | -             | -                      | 101          | 98            | 59                | -            | -         | 44           | 32           | 58           | -           | -               | -               | -               | -                   | -                   | -          | -          | -       | -             | 0             | 0      | 0      | 0      | 0      | 0      | 0      | 0      | 0      | 0      | 0      | 0      | 0      | 0      | 0      | 0      | 0      | 0      | 0      |        |        |        |        |        |        |        |
| Legenda                                                                                      |                        |                        |               |               |                        |              |               |                   |              |           |              |              |              |             |                 |                 |                 |                     |                     |            |            |         |               |               |        |        |        |        |        |        |        |        |        |        |        |        |        |        |        |        |        |        |        |        |        |        |        |        |        |
| 1 2 3 4-10 11-15 poniżej 15 q – zawodnik nie zakwalifikował się - – zawodnik nie wystartował |                        |                        |               |               |                        |              |               |                   |              |           |              |              |              |             |                 |                 |                 |                     |                     |            |            |         |               |               |        |        |        |        |        |        |        |        |        |        |        |        |        |        |        |        |        |        |        |        |        |        |        |        |        |

### Turniej Czterech Skoczni

#### Miejsca w klasyfikacji generalnej
| Sezon     | Miejsce |
| --------- | ------- |
| 1979/1980 | 107.    |
| 1980/1981 | 99.     |
| 1983/1984 | 105.    |